# FL500
FL500は、かつて開催されていた自動車レースの一カテゴリー。いわゆるジュニア・フォーミュラの一つである。

## 概要
1973年に日本自動車連盟（JAF）はフォーミュラ振興策を打ち出し、フォーミュラカーレースの国内トップカテゴリーとして全日本F2000選手権を新設して同時に、下位カテゴリーとして全日本FJ1300選手権と全日本FJ360選手権も新設された。FJ360は当時主流だった排気量が360ccの軽自動車のエンジンを使用するカテゴリだったが、間もなく軽自動車の規格が改定され、それに伴い、排気量が500ccに増え、FL500になった。
名称のFL500のFはフォーミュラカーのFを意味しておりLはスペイン語で『自由』を意味するLibre(リブレ)の頭文字に由来する。
軽自動車が普及したからこそ存在しえた日本特有のカテゴリで出力重量比が当時のF1マシンに近かったこともあり、俊敏な加速性能やコーナーリングにより、ミニF1とまで呼ばれた。

## マシンについて
エンジンは当時の軽自動車の標準的なエンジンだった排気量0.5Lのエンジンが使用された。当時、軽自動車のエンジンは空冷や水冷、2ストロークと4ストロークが混在していた。
FL500と同様に入門用とされていたFJ1300のような他のカテゴリではレーシングコンストラクター製作による予め用意したシャーシを使用するため、購入者が手を加える余地は限られていたが、FL500ではそうしたコンストラクターが供給するシャーシに混ざり、自作のマシンで参戦するチームもあり、接戦を繰り広げるなどレースを大いに盛り上げた。後にF1で活躍する中嶋悟をはじめ、ドライバーだけでなくモータースポーツ界を支える後藤治や由良拓也などFL500に参戦した者が少なからずいる。日本のモータースポーツの黎明期において裾野を広げる重要な役割を果たした。

## 歴代チャンピオン
| 年     | 鈴鹿FLチャンピオン | 使用車両            |
| ------ | ------------------ | ------------------- |
| 1975年 | 中嶋悟             | ベルコウェスト・759 |
| 1976年 |                    |                     |
| 1977年 | 畑川治             | ハヤシ・711B        |
| 1978年 | 飯田武             | ファルコン・77A     |
| 1979年 | 中野常治           | ハヤシ・712         |
| 1980年 | 小幡栄             | ファルコン・80A     |
| 1981年 | 篠田康雄           | ファルコン・80A     |